# Karavukovo
Karavukovo (serbisch-kyrillisch Каравуково; ungarisch Bácsordas; deutsch (veraltet): Wolfingen oder Karpok, Karbok) ist ein Ort in Serbien, der zur Gemeinde Odžaci gehört, im Okrug Zapadna Bačka, in der Vojvodina. Karavukovo liegt ca. 10 km westlich des Hauptorts Odžaci, das Gemeindegebiet erstreckt sich bis direkt an die Donau, die dort auch die Grenze zu Kroatien bildet.

## Bevölkerung
Die Einwohnerzahl Karavukovos betrug laut Zensus von 2011 4233 und ist damit jahrzehntelang rückläufig gewesen (1961 wurde ein Maximum von 6472 Einwohnern gezählt; 1981: 5682; 2002: 4991). Nach den Daten 2002 waren 97,6 % der Einwohner Serben, 0,5 % Ungarn, 0,3 % Kroaten; der kleine Rest verteilte sich auf 12 weitere Volkszugehörigkeiten.

## Geschichte und Namen des Ortes
In der späten Antike bildete der Donauabschnitt in dieser Gegend die Grenze des römischen Reiches (Pannonischer Limes), auf der heute serbischen Seite siedelte das Volk der Jazygen. Beide Herrschaftsbereiche zerfielen Anfang des fünften Jahrhunderts. In Karavukovo haben Archäologen ein reich ausgestattetes Frauengrab aus dieser Zeit gefunden, an dem sich die Veränderungen der Völkerwanderungszeit ablesen ließen; es ist vermutlich den Ostgoten zuzurechnen (siehe auch im Artikel Kastell Teutoburgium).
Im Mittelalter siedelten in dieser Gegend Ungarn und, ab dem 13. Jahrhundert, auch Kumanen (Kiptschak). In der Lokalgeschichte wird angenommen, dass der Ortsname in dieser Zeit aus einer kumanischen Sippenbezeichnung „Karabuk“ entstand; diese sei später, als sich etwa im 16. Jahrhundert Serben niederließen, umgedeutet und an ein serbisches „karavuk“ (schwarzer Wolf) angeschlossen worden. Der Ort hieß zunächst Karavukova, erstmals so erwähnt 1543. Der ungarische Name Bácsordas wurde 1902 offiziell eingeführt, als eine Gesetzesänderung in Österreich-Ungarn die Magyarisierung aller Ortsnamen der Gegend verfügte. Ab 1918 lautete der offizielle Name dann Karavukovo. 
Nach der Ansiedlung von Ungarn und später Serben erfolgte ab 1764 ein Zustrom deutschsprachiger Kolonisten (später „Donauschwaben“ genannt), aufgrund eines Ansiedlungspatentes der Kaiserin Maria Theresia. Die serbischen Bewohner der Gegend sollten hiernach weiter ins Innere der Batschka umgesiedelt werden, die deutschen Kolonisten bildeten eine Gemeinde Neu-Karawukowa. Sowohl diese neue als auch die alte Siedlung wurden jedoch bei einer Flut 1770 vollständig zerstört. Daraufhin wurde in etwas höherer Lage ein deutsches Dorf Karawukowa neu aufgebaut.
Im Lauf des 19. Jahrhunderts wurden viele Sumpf- und Riedflächen trockengelegt und in Ackerland umgewandelt. Eine große Rolle spielte der Anbau und die Verarbeitung von Hanf.
Nach dem Ersten Weltkrieg fiel der Ort, wie der größte Teil der Batschka, an das Königreich Jugoslawien, mit dessen Besetzung durch die deutsche Wehrmacht im Balkanfeldzug während des Zweiten Weltkriegs 1941 aber zurück an Ungarn. Im Jahr 1944, als sich bereits sowjetische Truppen näherten, ordneten die Behörden nach langem Zögern die Evakuierung des Dorfes an, der aber zunächst nur etwa ein Drittel der Einwohner folgte. Ein Treck von etwa 1000 Personen verließ den Ort Mitte Oktober 1944 und erreichte nach einem Monat Österreich. Von der verbliebenen deutschstämmigen Bevölkerung flüchtete ein Teil später noch unter weniger geordneten Umständen, viele andere kamen in den Kriegswirren und Internierungslagern ums Leben. Nach dem Krieg kamen Siedler aus dem Süden Serbiens in die gesamte Gegend um Odžaci, nach Karavukovo insbesondere aus dem Becken von Vranje und der oberen Pčinja.

## Bilder

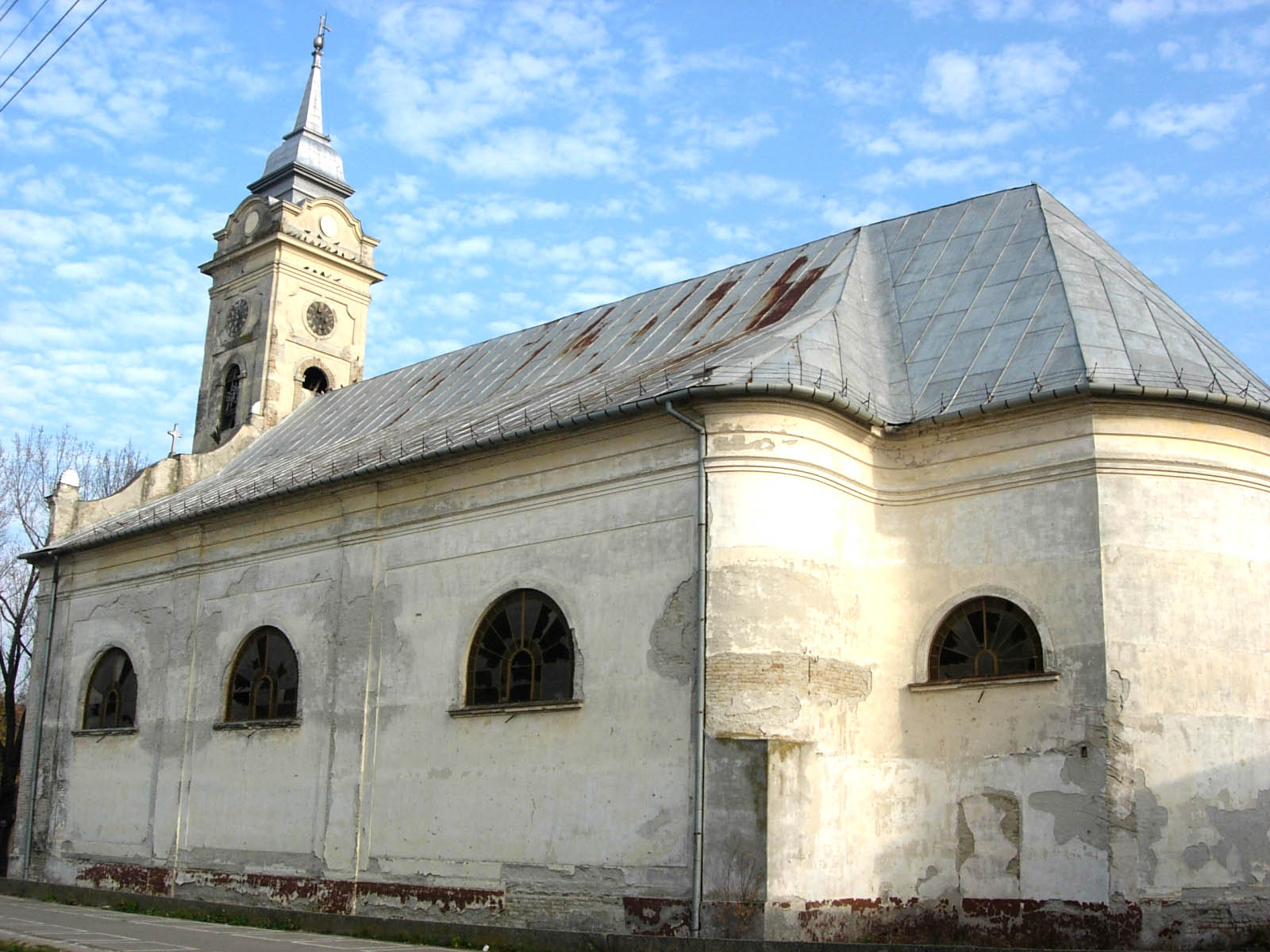
Katholische Kirche St. Martin